# Die Glocke von Buchenwald (Lied)
Die Glocke von Buchenwald, auch Sturmglocken von Buchenwald (russisch Бухенвальдский набат Buchenwaldski nabat), ist ein sowjetisches antifaschistisches Gedicht und Lied aus dem Jahr 1958. Autor des Gedichts ist Alexander Sobolew, die Musik schuf Wano Muradeli.

## Der Name des Liedes
Der Titel verweist auf das KZ Buchenwald, eines der größten Konzentrationslager auf deutschem Boden. Es existierte von Juli 1937 bis April 1945.
Das russische Wort Набат bedeutet Sturmläuten, ein Alarmsignal, um die Bevölkerung wegen einer drohenden Gefahr oder Herausforderung zu versammeln.

## Geschichte der Entstehung und Darbietung des Liedes
Das Gedicht schrieb Alexander (Issaak) Sobolew, der, wie viele Juden in dieser Zeit wegen des Antisemitismus in der Sowjetunion seinen Vornamen Issaak in Alexander änderte. Das Gedicht wurde innerhalb von zwei Stunden geschrieben, nachdem er im Radio gehört hatte, dass auf dem Gelände des ehemaligen Konzentrationslagers 1958 das Mahnmal mit dem Glockenturm zu Ehren der Opfer des Faschismus eingeweiht wurde.
Der Autor schickte das Gedicht an die Prawda, das damalige Zentralorgan der KPdSU. Er dachte, dass das Gedicht die Zeitung interessieren würde, nachdem im Zweiten Weltkrieg Millionen Sowjetbürger gestorben waren, zumal der Autor ein Frontsoldat und Kriegsinvalide war. Er bekam aber eine Absage. Das Gedicht wurde zuerst im September 1958 in der Gewerkschaftszeitung Trud veröffentlicht.  Alexander Sobolew schickte das Gedicht dem Komponisten Wano Muradeli. Dieser rief Sobolew an, nachdem er den Brief erhalten hatte und versprach, das Gedicht zu vertonen.
Wano Muradeli stellte das Lied dem Rundfunk der UdSSR vor, bekam aber eine Absage. Der Dichter Lew Oschanin charakterisierte das Gedicht als „obskure Verse“. Es gab noch eine Reihe weiterer Versuche, die Aufführung des Liedes zu erreichen. In der Sowjetunion erklang es vorerst nicht. Die Uraufführung fand bei den VII. Weltfestspielen der Jugend und Studenten in Wien, gesungen vom Chor der Staatlichen Universität des Uralgebiets, statt.
In der Sowjetunion konnte man das Lied erstmals 1960 im sowjetischen Dokumentarfilm Frülingswind über Wien hören. 1962 wurde Die Glocke von Buchenwald für den Leninpreis nominiert, das war aber damals wegen der jüdischen Herkunft des Textdichters nicht möglich.
1963 sang Muslim Magomajew das Lied in der Fernsehsendung Goluboi ogonjok. Aber auch nachdem das Lied schnell populär wurde, kannte niemand den Namen des Textdichters, als Autor kannte man nur Muradeli.
Die Journalistin Marina Katys behauptet, dass das Lied weltweit ein Symbol des Kampfes der Völker für den Frieden sei.
Der Schriftsteller Konstantin Fedin merkte an: Ich kenne den Autor des Gedichts nicht, kenne auch keine anderen Werke von ihm, aber allein für die Glocke von Buchenwald würde ich ihm ein Denkmal aufstellen.
Der Autor starb am 6. September 1986 in Armut. Seine Witwe fragte jahrzehntelang bei verschiedenen Verlagen an, in der Hoffnung, den Nachlass ihres Mannes veröffentlichen zu können. Überall bekam sie Absagen. Schließlich entschied sich Tatjana Michailowna zu einem allerletzten Schritt – sie verkaufte nach dem Tod ihrer Mutter ihre Dreizimmerwohnung und zog in eine Einzimmerwohnung um. Vom Preisunterschied konnte sie mit Hilfe des jüdischen Kulturbunds konnte sie schließlich die Gedichte ihres Ehemannes herausgeben. So erschien 10 Jahre nach dem Tod Sobolews ein Sammelband seiner Gedichte russisch Бухенвальдский набат. Строки-арестанты - Die Glocke von Buchenwald - eingesperrte Zeilen.

## Resonanz
Inspiriert durch das Lied schuf der Maler Nikolai Ossenew das Gemälde Die Glocke von Buchenwald.
Ein 2002 gestellter Antrag der Witwe Sobolews, im Siegespark in Moskau Tafeln mit dem Text des Liedes anzubringen, wurde von der Stadtduma einstimmig abgelehnt.